# Großer Preis von Bahrain 2005
Der Große Preis von Bahrain 2005 (offiziell 2005 Formula 1 Gulf Air Bahrain Grand Prix) fand am 3. April auf dem Bahrain International Circuit in as-Sachir statt und war das dritte Rennen der Formel-1-Weltmeisterschaft 2005.

## Berichte

### Hintergrund
Nach dem Großen Preis von Malaysia führte Fernando Alonso in der Fahrerwertung mit sechs Punkten vor Giancarlo Fisichella und mit acht Punkten vor Jarno Trulli. In der Konstrukteurswertung führte Renault mit 14 Punkten vor Toyota und mit 15 Punkten vor Red Bull.
Vor dem Rennwochenende gab es einen Fahrerwechsel: Weil er sich beim Tennisspielen einen Haarriss im Schulterblatt zugezogen hatte, musste der Kolumbianer Juan Pablo Montoya pausieren. Er wurde bei McLaren-Mercedes durch Pedro de la Rosa ersetzt.
Sauber bestritt den 200. Grand Prix.
Mit Michael Schumacher (einmal) trat der bisher einzige Sieger zu diesem Grand Prix an.

### Training
Die letzten sechs Teams der Konstrukteursmeisterschaft 2004 waren berechtigt am Freitag im freien Training ein drittes Auto einzusetzen. Diese Fahrer fuhren am Freitag, traten aber weder im Qualifying noch im Rennen an. Alexander Wurz (McLaren-Mercedes), Vitantonio Liuzzi (Red Bull), Ricardo Zonta (Toyota) und Robert Doornbos (Jordan) nahmen in dieser Funktion an den Freitagstrainings teil.
Im ersten freien Training am Freitag war Zonta mit 1:31,449 Minuten Schnellster vor Michael Schumacher und Liuzzi. Im zweiten freien Training am Freitag fuhr dann Wurz mit 1:30,695 Minuten die schnellste Zeit vor Alonso und Liuzzi.
Im dritten freien Training am Samstag war Michael Schumacher mit 1:30,552 Minuten vorne, gefolgt von Alonso und de la Rosa. Im vierten und letzten freien Training am Samstag fuhr Mark Webber in 1:29,527 Minuten die schnellste Runde vor Ralf Schumacher und Fisichella.

### Qualifikation
Im ersten Qualifikationsdurchgang am Samstagnachmittag fuhr Alonso die beste Rundenzeit. Trulli und Michael Schumacher folgten auf den Plätzen zwei und drei.
Im zweiten Qualifikationsdurchgang am Sonntagvormittag blieben die ersten drei Positionen unverändert. So sichert sich Alonso seine dritte Pole-Position vor Michael Schumacher und Trulli.

### Rennen
Der Rennnachmittag brachte mit einer Lufttemperatur von 42,6 °C (108,7 °F) und einer Streckentemperatur von 56 °C (133 °F) die höchsten jemals bei einem Grand Prix gemessenen Temperaturen. Damit wurden die Rekordtemperaturen des Großen Preises von Argentinien 1955 und des Großen Preises der USA 1984 übertroffen. Christian Klien schaffte es in der Einführungsrunde nicht, seinen siebten Startplatz zu verlassen. Sein Auto wurde an die Box geschoben, konnte aber nicht wieder gestartet werden, und er war der erste von acht Ausfällen.
Die Führenden hatten einen sauberen Start, wobei Alonso als Erster in Kurve eins fuhr. Michael Schumacher wechselte von seinem zweiten Startplatz auf die saubere Seite der Strecke, vor Trulli, der in den ersten beiden Kurven erfolglos versuchte, Michael Schumacher zu überholen. Rubens Barrichello hatte einen aggressiven Start und schob sich am Ende der ersten Runde auf den zehnten Platz vor.
Fisichellas Motor begann in der zweiten Runde zu rauchen und er fuhr an die Box. Als er jedoch den Geschwindigkeitsbegrenzer in der Boxengasse betätigte, spürte er, wie die Kraft zurückkehrte und wurde von seinem Team durchgewunken. Doch die Freude war nur von kurzer Dauer und er kam in der vierten Runde wieder an die Box und schied aus. In Runde drei erlitt das Auto von Narain Karthikeyan einen elektrischen Defekt, der dem von Klien ähnelte.
Michael Schumacher blieb Alonso dicht auf den Fersen, bis der Weltmeister in Runde 12 über Kurve neun hinausschoss und in der Auslaufzone eine 270°-Drehung vollführte. Am Ende der Runde rollte Michael Schumacher zurück an die Box, was seinen ersten mechanischen Ausfall seit dem Großen Preis von Deutschland 2001 bedeutete – einer bemerkenswerten Serie von 58 Grands Prix in Folge. Später stellte sich heraus, dass die Hydraulik des Wagens ausgefallen war, was bedeutete, dass er nicht herunterschalten konnte, um in Kurven die Motorbremsung zu nutzen. Damit belegte Trulli nun den zweiten Platz, 2,7 Sekunden hinter Alonso, gefolgt von Webber auf dem dritten Platz.
In Runde 18 legte Ralf Schumacher als Vierter den ersten planmäßigen Boxenstopp der Spitzenreiter ein und reihte sich als Zwölfter wieder ein. Alonso, Trulli und dann Webber kamen in den nächsten Runden alle an die Box, und zwar scheinbar nach dem mittlerweile ziemlich üblichen Drei-Stopp-Muster. Nach den Boxenstopps behielt Alonso die Führung, gefolgt von Trulli, Webber, Kimi Räikkönen, Ralf Schumacher und Barrichello.
Der nächste Ausfall war Nick Heidfeld, der in Runde 25 einen Motorschaden hatte, obwohl er etwa eine halbe Runde brauchte, um von der Strecke abzukommen und anzuhalten. Ihm folgte kurz darauf Takuma Satō, dessen Vorderradbremsen schon seit einiger Zeit qualmten, der sich drehte und dann in Runde 27 an der Box ausschied. Die Bremsen seines Teamkollegen Jenson Button schienen ebenfalls mehr Staub abzusondern als sonst, während Button kämpfte um zu verhindern, dass de la Rosa seinen siebten Platz belegte. de la Rosa schaffte es schließlich, Button in Runde 33 zu überholen und überholte ihn in Kurve eins.
In der folgenden Runde verlor Webber außerhalb von Kurve acht die Kontrolle, drehte sich am Eingang von Kurve neun und ließ Räikkönen und Ralf Schumacher passieren.
In den nächsten Runden, vor den zweiten Boxenstopps, kam es zum engsten Kampf zwischen Barrichello auf Platz sechs und de la Rosa auf Platz sieben. De la Rosa setzte den verbliebenen Ferrari ständig unter Druck und konnte sich am Ende in der letzten Kurve den sechsten Platz sichern.
Alonso fuhr mehrere schnelle Runden, um seinen Vorsprung auszubauen, und kam in Runde 41 an die Box. Die anderen Fahrer kamen ebenfalls ohne Zwischenfälle an die Box, mit Ausnahme von Button, der seinen BAR-Honda abwürgte. Nach mehreren Versuchen, den Motor neu zu starten, hätte er beinahe seinen Wagenheber mit ins Rennen genommen – nur um am Ende der Boxengasse aufgrund eines Kupplungsschadens aufzugeben, was es zum zweiten Rennen in Folge machte, bei dem beide BAR-Fahrer ausfielen. Nach der zweiten Runde der Boxenstopps führte Alonso das Rennen immer noch an, gefolgt von Trulli, Räikkönen, Ralf Schumacher, Webber, de la Rosa, Barrichello und Felipe Massa.
In der Schlussphase kam es zum Hauptkampf zwischen Webber und de la Rosa um den fünften Platz. Webber verteidigte stark, aber de la Rosa überholte ihn schließlich zwei Runden vor Rennende. Jacques Villeneuve schied in der vorletzten Runde vom neunten Platz aus in die Box aus, während Barrichello immer weiter zurückfiel, sodass Massa den siebten Platz belegte und beim 200. Grand Prix seines Sauber-Teams Punkte sammelte, und David Coulthard in der letzten Runde den achten Platz belegte. Damit blieb Ferrari zum ersten Mal seit dem Großen Preis von Brasilien 2003 ohne Punkte.
Alonso gewann das Rennen mit komfortablen 13,4 Sekunden Vorsprung vor Trulli und bescherte Renault-Motoren damit den 100. Grand-Prix-Sieg in der Formel-1-Weltmeisterschaft. Für Alonso war es der dritte Karriere-Sieg. Räikkönen komplettierte das Podium. Die restlichen Punkteplatzierungen belegten Ralf Schumacher, de la Rosa, Webber, Massa und Coulthard.
In der Fahrerwertung blieb Alonso vorne und konnte seinen Vorsprung ausbauen. Neuer Zweiter war nun Trulli, gefolgt von Fisichella. In der Konstrukteurswertung blieb Renault vor Toyota, neuer Dritter war Williams-BMW.

## Meldeliste
| Team                       | Nr. | Fahrer               | Chassis        | Motor                 | Reifen |
| -------------------------- | --- | -------------------- | -------------- | --------------------- | ------ |
| Scuderia Ferrari Marlboro  | 01  | Michael Schumacher   | Ferrari F2005  | Ferrari 3.0 V10       | B      |
| Scuderia Ferrari Marlboro  | 02  | Rubens Barrichello   | Ferrari F2005  | Ferrari 3.0 V10       | B      |
| Lucky Strike BAR Honda     | 03  | Jenson Button        | BAR 007        | Honda 3.0 V10         | M      |
| Lucky Strike BAR Honda     | 04  | Takuma Satō          | BAR 007        | Honda 3.0 V10         | M      |
| Mild Seven Renault F1 Team | 05  | Fernando Alonso      | Renault R25    | Renault 3.0 V10       | M      |
| Mild Seven Renault F1 Team | 06  | Giancarlo Fisichella | Renault R25    | Renault 3.0 V10       | M      |
| BMW-Williams F1 Team       | 07  | Mark Webber          | Williams FW27  | BMW 3.0 V10           | M      |
| BMW-Williams F1 Team       | 08  | Nick Heidfeld        | Williams FW27  | BMW 3.0 V10           | M      |
| West McLaren-Mercedes      | 09  | Kimi Räikkönen       | McLaren MP4-20 | Mercedes-Benz 3.0 V10 | M      |
| West McLaren-Mercedes      | 10  | Pedro de la Rosa     | McLaren MP4-20 | Mercedes-Benz 3.0 V10 | M      |
| West McLaren-Mercedes      | 35  | Alexander Wurz       | McLaren MP4-20 | Mercedes-Benz 3.0 V10 | M      |
| Sauber Petronas            | 11  | Jacques Villeneuve   | Sauber C24     | Petronas 3.0 V10      | M      |
| Sauber Petronas            | 12  | Felipe Massa         | Sauber C24     | Petronas 3.0 V10      | M      |
| Red Bull Racing            | 14  | David Coulthard      | Red Bull RB1   | Cosworth 3.0 V10      | M      |
| Red Bull Racing            | 15  | Christian Klien      | Red Bull RB1   | Cosworth 3.0 V10      | M      |
| Red Bull Racing            | 37  | Vitantonio Liuzzi    | Red Bull RB1   | Cosworth 3.0 V10      | M      |
| Panasonic Toyota Racing    | 16  | Jarno Trulli         | ToyotaTF105    | Toyota 3.0 V10        | M      |
| Panasonic Toyota Racing    | 17  | Ralf Schumacher      | ToyotaTF105    | Toyota 3.0 V10        | M      |
| Panasonic Toyota Racing    | 38  | Ricardo Zonta        | ToyotaTF105    | Toyota 3.0 V10        | M      |
| Jordan Grand Prix          | 18  | Tiago Monteiro       | Jordan EJ15    | Toyota 3.0 V10        | B      |
| Jordan Grand Prix          | 19  | Narain Karthikeyan   | Jordan EJ15    | Toyota 3.0 V10        | B      |
| Jordan Grand Prix          | 39  | Robert Doornbos      | Jordan EJ15    | Toyota 3.0 V10        | B      |
| Minardi F1 Team            | 20  | Patrick Friesacher   | Minardi PS04B  | Cosworth 3.0 V10      | B      |
| Minardi F1 Team            | 21  | Christijan Albers    | Minardi PS04B  | Cosworth 3.0 V10      | B      |

Anmerkungen
1. 1 2 3 4  Nahm nur am Freitagstraining teil.

## Klassifikationen

### Qualifying
| Pos. | Fahrer               | Konstrukteur      | Q1       | Q2       | Gesamt   | Start |
| ---- | -------------------- | ----------------- | -------- | -------- | -------- | ----- |
| 01   | Fernando Alonso      | Renault           | 1:29,848 | 1:32,054 | 3:01,902 | 01    |
| 02   | Michael Schumacher   | Ferrari           | 1:30,237 | 1:32,120 | 3:02,357 | 02    |
| 03   | Jarno Trulli         | Toyota            | 1:29,993 | 1:32,667 | 3:02,660 | 03    |
| 04   | Nick Heidfeld        | Williams-BMW      | 1:30,390 | 1:32,827 | 3:03,217 | 04    |
| 05   | Mark Webber          | Williams-BMW      | 1:30,592 | 1:32,670 | 3:03,262 | 05    |
| 06   | Ralf Schumacher      | Toyota            | 1:30,952 | 1:32,319 | 3:03,271 | 06    |
| 07   | Christian Klien      | Red Bull-Cosworth | 1:30,646 | 1:32,723 | 3:03,369 | 07    |
| 08   | Pedro de la Rosa     | McLaren-Mercedes  | 1:30,725 | 1:32,648 | 3:03,373 | 08    |
| 09   | Kimi Räikkönen       | McLaren-Mercedes  | 1:30,594 | 1:32,930 | 3:03,524 | 09    |
| 10   | Giancarlo Fisichella | Renault           | 1:30,445 | 1:33,320 | 3:03,765 | 10    |
| 11   | Jenson Button        | BAR-Honda         | 1:30,957 | 1:33,391 | 3:04,348 | 11    |
| 12   | Felipe Massa         | Sauber-Petronas   | 1:30,933 | 1:34,269 | 3:05,202 | 12    |
| 13   | Takuma Satō          | BAR-Honda         | 1:31,113 | 1:34,450 | 3:05,563 | 13    |
| 14   | David Coulthard      | Red Bull-Cosworth | 1:31,211 | 1:34,633 | 3:05,844 | 14    |
| 15   | Rubens Barrichello   | Ferrari           | 1:31,826 | 1:35,867 | 3:07,693 | 20    |
| 16   | Jacques Villeneuve   | Sauber-Petronas   | 1:32,318 | 1:35,665 | 3:07,983 | 15    |
| 17   | Tiago Monteiro       | Jordan-Toyota     | 1:33,424 | 1:36,004 | 3:09,428 | 16    |
| 18   | Narain Karthikeyan   | Jordan-Toyota     | 1:33,190 | 1:36,953 | 3:10,143 | 17    |
| 19   | Christijan Albers    | Minardi-Cosworth  | 1:34,005 | 1:36417  | 3:10,422 | 18    |
| 20   | Patrick Friesacher   | Minardi-Cosworth  | 1:34,848 | 1:36,413 | 3:11,261 | 19    |

Anmerkungen
1. ↑  Barrichello erhielt aufgrund eines Motorenwechsels eine Startplatzstrafe von zehn Plätzen.

### Rennen
| Pos. | Fahrer               | Konstrukteur      | Runden | Stopps | Zeit        | Start | Schnellste Runde |
| ---- | -------------------- | ----------------- | ------ | ------ | ----------- | ----- | ---------------- |
| 01   | Fernando Alonso      | Renault           | 57     | 2      | 1:29:18,531 | 01    | 1:31,713 (39.)   |
| 02   | Jarno Trulli         | Toyota            | 57     | 2      | + 13,409    | 03    | 1:32,324 (41.)   |
| 03   | Kimi Räikkönen       | McLaren-Mercedes  | 57     | 2      | + 32,063    | 09    | 1:31,822 (41.)   |
| 04   | Ralf Schumacher      | Toyota            | 57     | 2      | + 53,272    | 06    | 1:32,683 (36.)   |
| 05   | Pedro de la Rosa     | McLaren-Mercedes  | 57     | 2      | + 1:04,988  | 08    | 1:31,447 (43.)   |
| 06   | Mark Webber          | Williams-BMW      | 57     | 2      | + 1:14,701  | 05    | 1:33,087 (20.)   |
| 07   | Felipe Massa         | Sauber-Petronas   | 56     | 2      | + 1 Runde   | 12    | 1:33,326 (40.)   |
| 08   | David Coulthard      | Red Bull-Cosworth | 56     | 2      | + 1 Runde   | 14    | 1:33,417 (42.)   |
| 09   | Rubens Barrichello   | Ferrari           | 56     | 2      | + 1 Runde   | 20    | 1:32,976 (23.)   |
| 10   | Tiago Monteiro       | Jordan-Toyota     | 55     | 2      | + 2 Runden  | 16    | 1:35,744 (18.)   |
| 11   | Jacques Villeneuve   | Sauber-Petronas   | 54     | 2      | + 3 Runden  | 15    | 1:33,458 (24.)   |
| 12   | Patrick Friesacher   | Minardi-Cosworth  | 54     | 2      | + 3 Runden  | 19    | 1:36,432 (18.)   |
| 13   | Christijan Albers    | Minardi-Cosworth  | 53     | 3      | + 4 Runden  | 18    | 1:36,913 (03.)   |
| –    | Jenson Button        | BAR-Honda         | 46     | 2      | DNF         | 11    | 1:32,411 (45.)   |
| –    | Takuma Satō          | BAR-Honda         | 27     | 1      | DNF         | 13    | 1:33,124 (23.)   |
| –    | Nick Heidfeld        | Williams-BMW      | 25     | 1      | DNF         | 04    | 1:33,055 (19.)   |
| –    | Michael Schumacher   | Ferrari           | 12     | 0      | DNF         | 02    | 1:32,886 (07.)   |
| –    | Giancarlo Fisichella | Renault           | 4      | 1      | DNF         | 10    | 1:37,036 (02.)   |
| –    | Narain Karthikeyan   | Jordan-Toyota     | 2      | 0      | DNF         | 17    | 1:37,533 (02.)   |
| DNS  | Christian Klien      | Red Bull-Cosworth | –      | –      | –           | 07    | –                |

Anmerkungen
1. ↑  Klien blieb bereits beim Vorstart stehen und konnte daher am Rennen nicht teilnehmen.

## WM-Stände nach dem Rennen
Die ersten acht des Rennens bekamen 10, 8, 6, 5, 4, 3, 2 bzw. 1 Punkt(e).

### Fahrerwertung
| Pos. | Fahrer               | Konstrukteur      | Punkte |
| ---- | -------------------- | ----------------- | ------ |
| 01   | Fernando Alonso      | Renault           | 26     |
| 02   | Jarno Trulli         | Toyota            | 16     |
| 03   | Giancarlo Fisichella | Renault           | 10     |
| 04   | Ralf Schumacher      | Toyota            | 9      |
| 05   | David Coulthard      | Red Bull-Cosworth | 9      |
| 06   | Rubens Barrichello   | Ferrari           | 8      |
| 07   | Juan Pablo Montoya   | McLaren-Mercedes  | 8      |
| 08   | Kimi Räikkönen       | McLaren-Mercedes  | 7      |
| 09   | Mark Webber          | Williams-BMW      | 7      |
| 10   | Nick Heidfeld        | Williams-BMW      | 6      |
| 11   | Pedro de la Rosa     | McLaren-Mercedes  | 4      |

| Pos. | Fahrer             | Konstrukteur      | Punkte |
| ---- | ------------------ | ----------------- | ------ |
| 12   | Christian Klien    | Red Bull-Cosworth | 3      |
| 13   | Felipe Massa       | Sauber-Petronas   | 2      |
| 14   | Michael Schumacher | Ferrari           | 2      |
| 15   | Tiago Monteiro     | Jordan-Toyota     | 0      |
| 16   | Jacques Villeneuve | Sauber-Petronas   | 0      |
| 17   | Narain Karthikeyan | Jordan-Toyota     | 0      |
| 18   | Jenson Button      | BAR-Honda         | 0      |
| 19   | Patrick Friesacher | Minardi-Cosworth  | 0      |
| 20   | Christijan Albers  | Minardi-Cosworth  | 0      |
| 21   | Takuma Satō        | BAR-Honda         | 0      |
| –    | Anthony Davidson   | BAR-Honda         | 0      |

### Konstrukteurswertung
| Pos. | Konstrukteur      | Punkte |
| ---- | ----------------- | ------ |
| 01   | Renault           | 36     |
| 02   | Toyota            | 25     |
| 03   | Williams-BMW      | 13     |
| 04   | Red Bull-Cosworth | 11     |
| 05   | McLaren-Mercedes  | 11     |

| Pos. | Konstrukteur     | Punkte |
| ---- | ---------------- | ------ |
| 06   | Ferrari          | 10     |
| 07   | Sauber-Petronas  | 2      |
| 08   | Jordan-Toyota    | 0      |
| 09   | BAR-Honda        | 0      |
| 10   | Minardi-Cosworth | 0      |